# Video Disk Control Protocol
Il Video Disk Control Protocol o VDCP è un protocollo di comunicazione proprietario usato principalmente per il controllo di video server nel campo televisivo.

## Storia
Concepito appositamente per il controllo dei video dischi, il protocollo VDCP fu progettato dietro richiesta della Grass Valley di un sistema di controllo per il proprio server Profile nei primi anni novanta. Sviluppato dalla Louth Automation, oggi di proprietà della Harris Corporation, è noto anche come protocollo Louth. Deriva dall'implementazione del classico e diffuso protocollo Sony 9-pin per il controllo di videoregistratori ma, a differenza di altri protocolli come Odetics e Mediapool, non ne rappresenta un'estensione ed è specifico per sistemi ad accesso casuale.
Questo protocollo è diventato lo standard industriale per il controllo seriale di video server in tutti i loro campi di applicazione, ed è supportato da praticamente tutti i produttori, sia lato client che lato server.

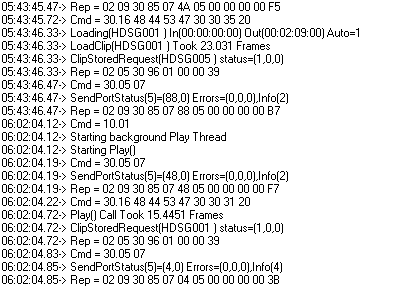
Log di una sessione di controllo VDCP. Il server ha appena finito di riprodurre una clip.

## Aspetti tecnici
Il VDCP è un protocollo seriale su interfaccia RS-422, con una rigida architettura client-server, dove il client è il dispositivo controllante.
Le specifiche del protocollo prevedono un'implementazione minima ristretta ad alcuni comandi (caricamento di una clip, posizionamento, trasporto, registrazione), più una serie di comandi estesi, spesso dipendenti dal produttore, la cui implementazione è facoltativa e che dipende dalle specifiche e dall'ambito di utilizzo del server stesso. Tipicamente, un server ignorerà i comandi di cui non riconosce l'implementazione, per esempio la funzione di ripetizione di una clip.
Il dispositivo controllante può essere un apposito pannello o un software, spesso integrato nelle console per master control, mixer video e matrici.
Il VDCP aderisce al modello OSI.

## Evoluzione ed estensioni
Una versione basata su TCP/IP del protocollo, chiamata NDCP, è stata annunciata nel 2001, anche se il VDCP rimane lo standard di fatto.